# Eleonora Maria Josefa de Austria
Eleonora Maria Josefa de Austria (poloneză Eleonora Wiśniowiecka sau Eleonora Habsburżanka; 31 mai 1653 – 17 decembrie 1697) a fost  a doua fiică a lui Ferdinand al III-lea, Împărat al Sfântului Imperiu Roman. Prin prima căsătorie a fost regină a Poloniei și prin a doua căsătorie a fost ducesă de Lorena.